# Photinaidae
Photinaidae (лат.) — семейство богомолов. Встречаются в Южной Америке.

## Описание
Photinaidae могут быть отличимы от всех других богомолов по следующей комбинации признаков: супракоксальная дилатация хорошо выражена; дорсальная апикальная доля переднеспинки слегка удлиненная; переднеспинка прямая, с многочисленными задневентральными шипами (примерно столько же или больше, чем передневентральные шипы); апикальные доли переднеспинки с короткими шипами; три-четыре дисковидных шипа, когда их четыре, то первый никогда не длиннее второго; переднеспинка с 5 задневентральными шипами; ходильные ноги без шипов; тегмен с удлинённым и стигмами; супраанальная пластинка треугольная. Церки короче половины длины брюшка. Фалломеры полностью склеротизированы; отростки левого комплекса разделены; вентральный фалломер с базальной лопастью на правой стороне; первичный дистальный выступ pda (primary distal process) перемещен на левую сторону вентрального фалломера, обычно присутствует редуцированный вторичный дистальный выступ sdp (secondary distal process); фаллоидный апофизис с передней лопастью; дорсальная пластинка левого фалломера без округлой лепестка.

## Классификация
Семейство включает 11 родов, ранее включаемые в Mantidae в качестве подсемейства Photininae. В новой классификации (2019) таксон Photinaidae включён в надсемейство Acanthopoidea (из клады Artimantodea) и инфраотряд Schizomantodea.
- Cardioptera Burmeister, 1838
- Chromatophotina Rivera, 2010
- Hicetia Saussure & Zehntner, 1894
- Macromantis Saussure, 1871
- Metriomantis Saussure & Zehntner, 1894
- Microphotina Beier, 1935
- Orthoderella Giglio-Tos, 1897
- Paraphotina Giglio-Tos, 1915
- Photina Burmeister, 1838
- Photinella Giglio-Tos, 1915
- Photiomantis Toledo Piza, 1968